# Dawit Tlaszadze
Dawit Tlaszadze (gruz. დავით ტლაშაძე; 21 września 1991) – gruzinśki zapaśnik walczący w stylu wolnym. Zajął siódme miejsce na mistrzostwach świata w 2015. Srebrny medalista mistrzostw Europy w 2016. Piąty na igrzyskach europejskich w 2015. Trzeci w Pucharze Świata w 2016 roku.